# Cirkus v cirkuse
Cirkus v cirkuse é um filme de drama tchecoslovaco de 1976 dirigido e escrito por Oldřich Lipský. Foi selecionado como represente da Tchecoslováquia à edição do Oscar 1977, organizada pela Academia de Artes e Ciências Cinematográficas.

## Elenco
- Jiří Sovák - Prof. Ruzicka
- Iva Janzurová - Doc. Whistlerová
- Evgeni Leonov - Reditel cirkusu
- Natalya Varley - Tána
- Alexander Lenkov - Císník Aljosa
- Leonid Kuravlyov - Grísa
- Savely Kramarov - Lopuchov
- Aleksei Smirnov - Smirnov
- Yevgeny Morgunov - Kolia
- Yurii Volyntsev - Aleksandr Borisovich